# Rosaire
Pour les articles homonymes, voir Rosaire (homonymie).

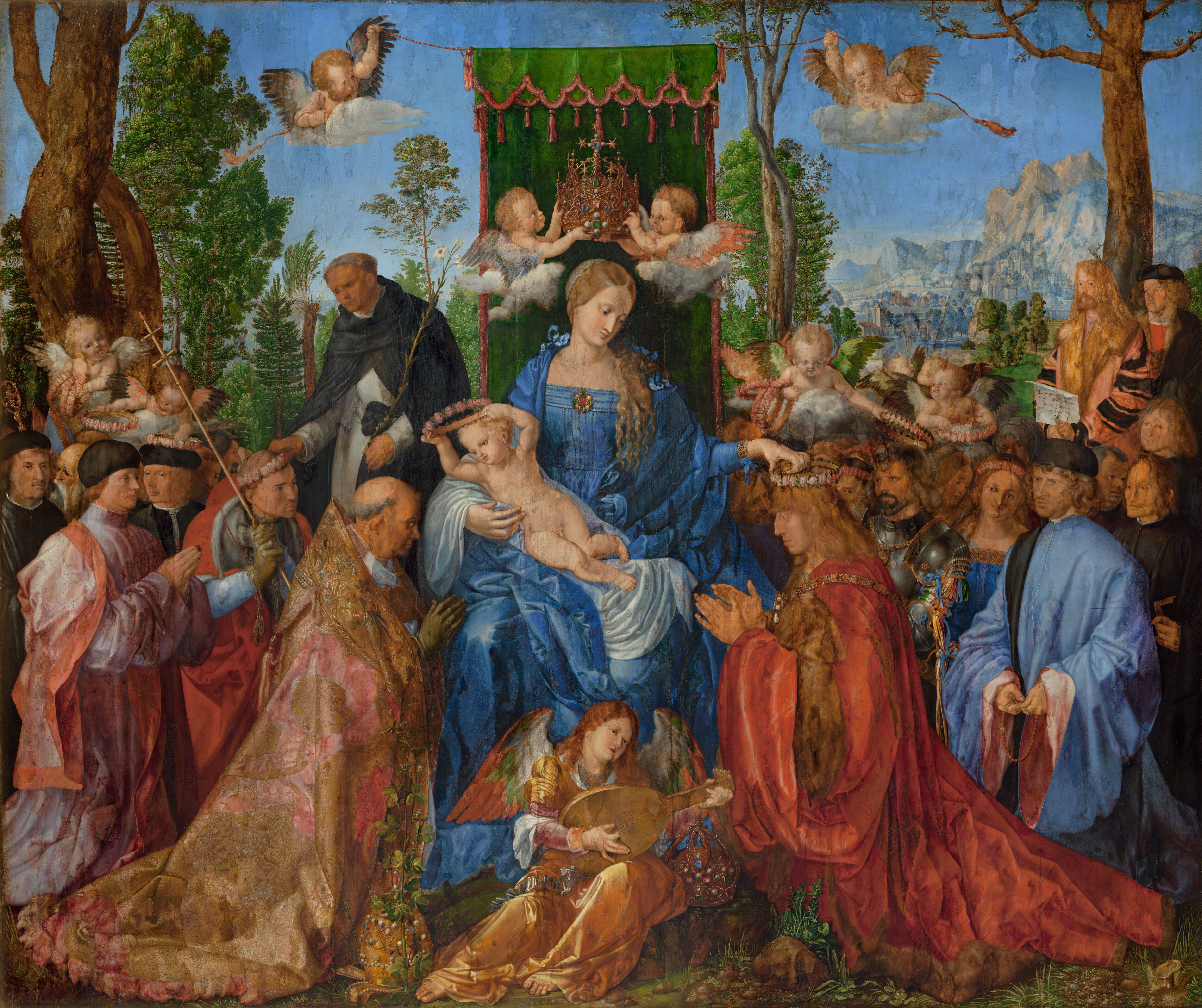
La Vierge de la fête du rosaire par Dürer (Galerie nationale de Prague).

Le rosaire est une prière catholique qui repose sur l'invocation de la Vierge Marie et la méditation des mystères de la vie du Christ. 
Pour chaque mystère du rosaire, le fidèle récite un Notre Père, dix Je vous salue Marie et un Gloire au Père. Depuis le XVIe siècle, le chapelet comporte 15 mystères. Au début du XXIe siècle, Jean-Paul II en a ajouté d'autres, ce qui porte leur nombre total à 20. Ces nouveaux mystères sont facultatifs.
Le rosaire est une prière essentiellement contemplative qui a une dimension à la fois mariale et christique.
Le terme rosaire est dérivé du latin ecclésiastique rosarium, qui désigne la guirlande de roses dont Marie est couronnée dans les représentations traditionnelles. Les mots rosaire et chapelet sont parfois confondus dans l'usage courant.

## Spiritualité

### Le culte marial
Le rosaire est une dévotion mariale qui consiste à réciter trois chapelets, composés chacun de cinq dizaines de grains qui symbolisent cinquante roses envoyées à Marie. Ces quinze dizaines permettent de méditer sur des « mystères » liés à Marie et à Jésus.
Depuis le pontificat de Jean-Paul II, une quatrième série de mystères a été ajoutée, portant le total à vingt. Cette quatrième série est laissée « à la libre appréciation des personnes et des communautés ».

### Le chapelet traditionnel

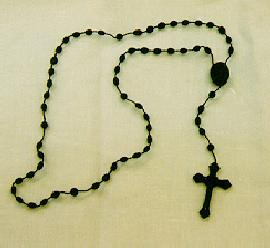
Un chapelet traditionnel.

Le chapelet comprend cinq dizaines de petits grains appelés Ave, précédées chacune d'un grain plus gros appelé Pater. Partant de l'un des grains plus gros, une branche terminale comporte trois petits grains (Ave), un gros (Pater) et un crucifix. Les appellations Ave et Pater correspondent au premier mot de la version latine des prières récitées.
Ces prières sont,:
- Sur la croix : le Credo.
- Sur les gros grains : le Notre Père (Pater Noster).
- Sur les petits grains : le Je vous salue Marie (Ave Maria).
- Sur le plus gros grain : le Salut, ô Reine (Salve Regina)
- À la fin d'une dizaine : le Gloire au Père (Gloria Patri).

Au début de chaque dizaine peuvent également être annoncés les mystères du Rosaire.
Cette prière peut être dite de façon personnelle, familiale, ou en groupe. L'Église catholique, s'appuyant sur les textes bibliques, affirme que l'Esprit saint reçu au baptême est présent dans la récitation du chapelet.

### Les formats réduits

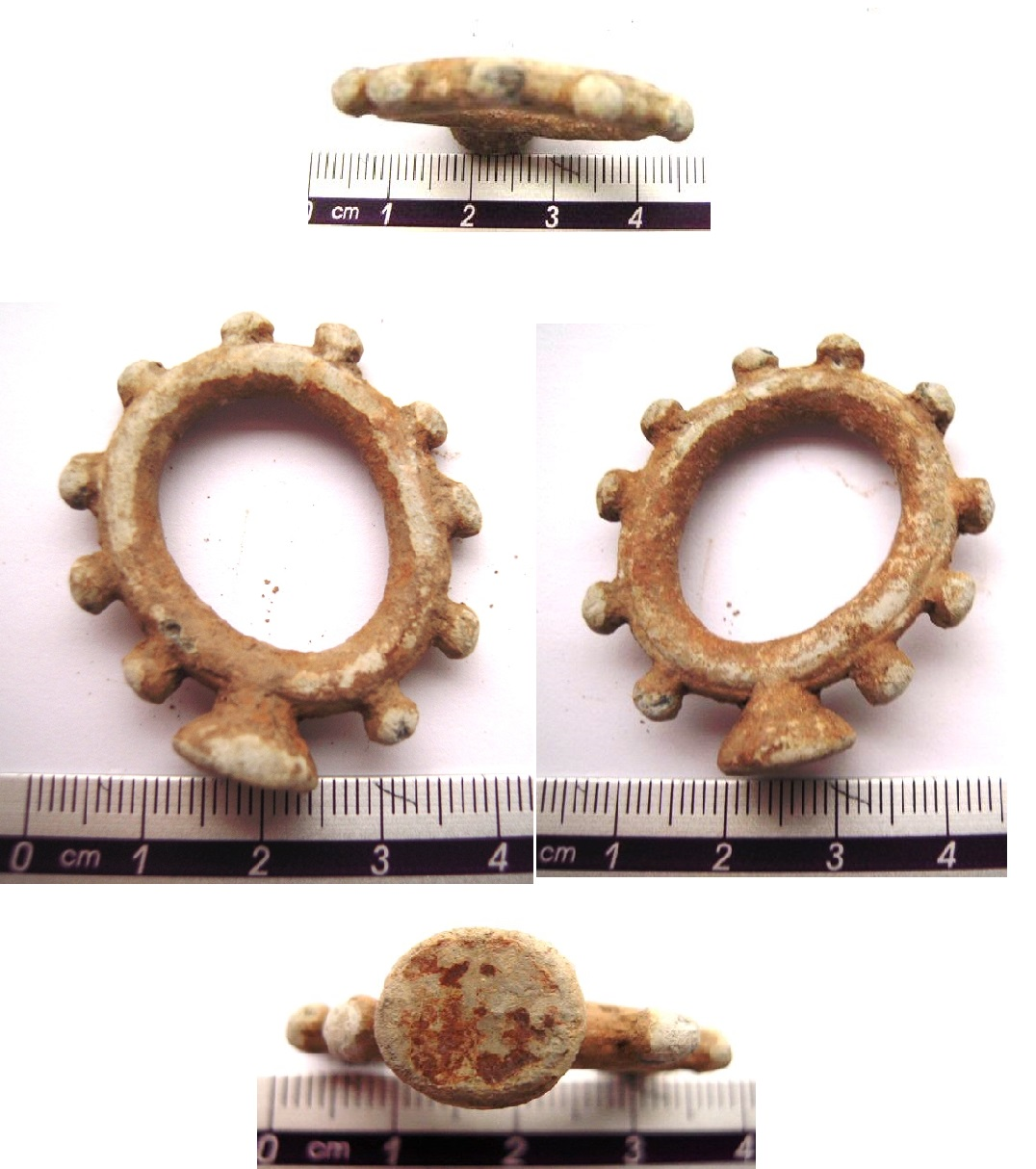
Une bague de Rosaire antérieure au XVIIIe siècle.

Au Moyen Âge, à l'époque des Croisades, sont apparus des chapelets de taille réduite sous forme de bracelets ou de bagues, le plus souvent à dix grains (appelés « décades »)[réf. nécessaire], parfois à cinq grains. Ces anneaux sont ornés d'une croix. Ils permettent de prier le Rosaire complet en le récitant plusieurs fois.
Cette tradition s'est perpétuée notamment avec le chapelet basque.

### Les mystères du rosaire
Les « mystères » (signifiant ici évènements fondamentaux) de la vie de Jésus-Christ et de la Vierge Marie sont au nombre de 15, précédant chacun un temps de méditation puis un Notre Père, dix Je vous salue Marie et un Gloire au Père. Ils appartiennent à trois catégories :
- les « mystères joyeux », à savoir l'Annonciation, la Visitation, la Naissance de Jésus, la Présentation de Jésus au Temple, le Recouvrement de Jésus au Temple ;
- les « mystères douloureux », à savoir l'agonie de Jésus, la Flagellation, le Couronnement d'épines, le Portement de la Croix, la Crucifixion ;
- les « mystères glorieux », à savoir la Résurrection de Jésus, l'Ascension, la Pentecôte, l'Assomption, le Couronnement de Marie.

Lors de l'« année du Rosaire » (octobre 2002 - octobre 2003), le pape Jean-Paul II, dans sa lettre apostolique Rosarium Virginis Mariae, a ajouté une quatrième catégorie de cinq mystères, plus spécifiquement christologiques, ce qui porte le total à 20 mystères :
- les « mystères lumineux », à savoir le baptême du Christ, les noces de Cana, la proclamation du Royaume, la Transfiguration et l'institution de l'Eucharistie.

Ces cinq mystères lumineux concernent des épisodes de la vie de Jésus. L'Église catholique recommande de les méditer le jeudi. Ils restent optionnels.
Un mystère est médité avant ou pendant chaque dizaine du chapelet, composé de cinq dizaines au total. Un chapelet entier comprend donc la prière de cinq mystères. Les différents mystères du rosaire sont habituellement priés et médités selon le jour de la semaine, comme suit :
| Jour de la semaine | Mystères du jour (Moderne)                                                                       | Mystères du jour (Traditionnel)                                                                  |
| ------------------ | ------------------------------------------------------------------------------------------------ | ------------------------------------------------------------------------------------------------ |
| Lundi              | Joyeux                                                                                           | Joyeux                                                                                           |
| Mardi              | Douloureux                                                                                       | Douloureux                                                                                       |
| Mercredi           | Glorieux                                                                                         | Glorieux                                                                                         |
| Jeudi              | Lumineux                                                                                         | Joyeux                                                                                           |
| Vendredi           | Douloureux                                                                                       | Douloureux                                                                                       |
| Samedi             | Joyeux                                                                                           | Glorieux                                                                                         |
| Dimanche           | Glorieux Joyeux (Temps de l'Avent et de Noël, optionnel) Douloureux (Temps du Carême, optionnel) | Glorieux Joyeux (Temps de l'Avent et de Noël, optionnel) Douloureux (Temps du Carême, optionnel) |

Un rosaire est prié en entier lorsque les 15 mystères traditionnels ont été médités et priés, soit 3 tours de chapelet. Les vingt mystères, comprenant les mystères lumineux, ne sont pas habituellement priés tous ensemble.

### La méditation
La prière et la méditation des mystères du Rosaire sont réparties selon les jours de la semaine : le lundi et le samedi, les mystères joyeux ; le mardi et le vendredi, les mystères douloureux ; le mercredi et le dimanche, les mystères glorieux ; et le jeudi, les mystères lumineux. Les autres jours peuvent également être accordées au calendrier, par exemple en méditant les mystères glorieux les jours de fête et les joyeux la veille. Il est d'usage de conclure le Rosaire par une prière mariale.
Autrefois, chaque catégorie de mystère étaient associée à deux jours de la semaine, le dimanche faisant exception. Ainsi, le Rosaire complet était prié deux fois sur six jours, avec une prière supplémentaire de mystères le dimanche, conformément au calendrier liturgique.
Dans le Je vous salue Marie, entre « Jésus » et « le fruit de vos entrailles », on peut réciter une clausule.

### Une piété populaire
La pratique du Rosaire consiste en un exercice de méditation simple sur les épisodes importants de la vie de Jésus-Christ à travers le regard marial. Cette forme de piété correspond à une culture « à la fois rurale, populaire et orale ».

## Histoire

### Origines

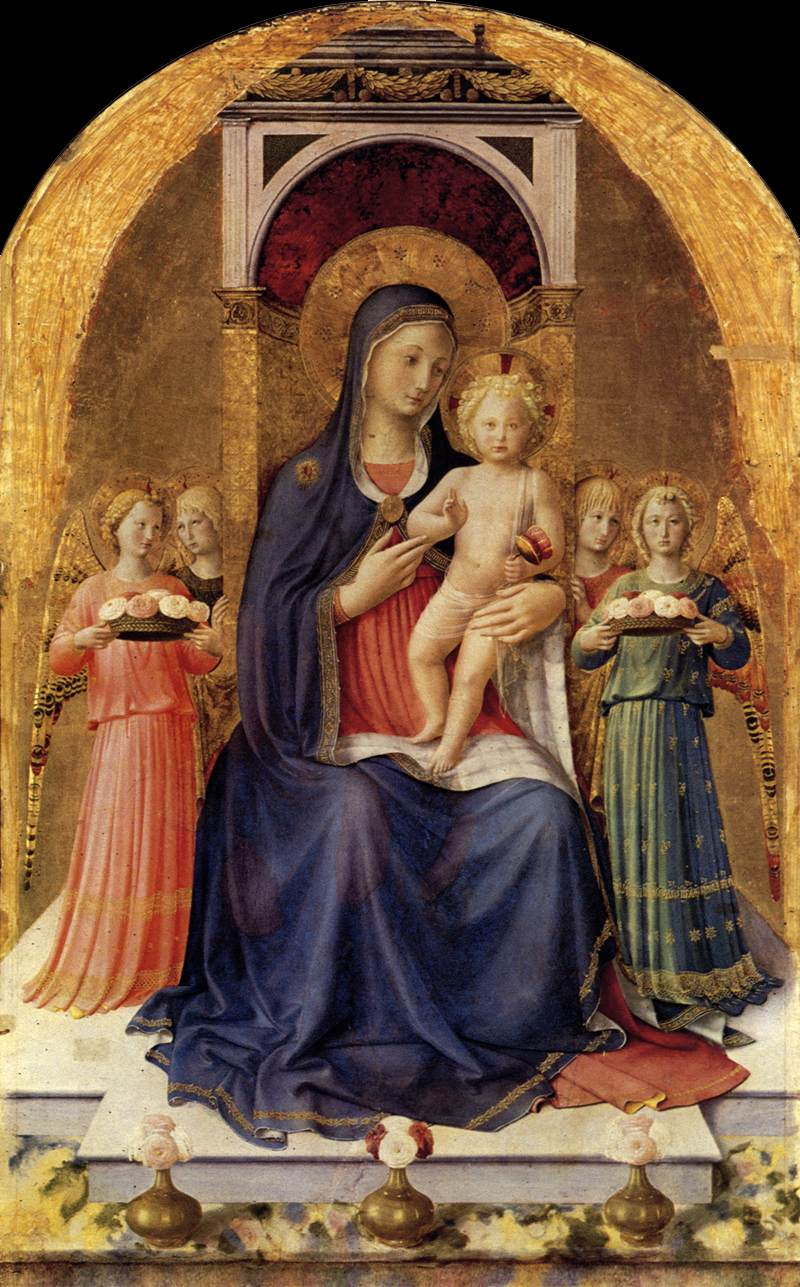
Panneau central du Polittico Guidalotti de Fra Angelico, retable de l'église Saint-Dominique de Pérouse. Les anges offrent à la Vierge Marie deux corbeilles de cinq roses, symboles des prières du Rosaire.

Les prières répétitives remontent aux premiers siècles du christianisme. On attribue à Antoine le Grand, ermite dans le désert d'Égypte, l'invention du komvoskhinion, chapelet orthodoxe encore en usage chez les moines du mont Athos. L'anachorète Pallade à Scété récitait chaque jour 300 prières identiques, ainsi que Paul de Thèbes, qui mettait sous les pans de son manteau 300 petits cubes de pierre destinés aux mosaïques ; il en jetait un chaque fois qu'il récitait une prière. Ces prières, appelées orationes, pouvaient être récitées 100, 300, 700 fois de suite selon des auteurs anciens, mais l'histoire ne dit pas s'il s'agit du Notre Père, du Je vous salue Marie ou d'autres textes. Plus tard, Bonaventure de Bagnoregio récitera jusqu'à 1 000 Ave Maria par jour.
La dévotion du Rosaire, en usage chez les Cisterciens depuis le XIIe siècle, s'est consolidée au XIIIe siècle sous l'influence des Dominicains. Sa forme actuelle date du XIVe siècle. C'est pourquoi de nombreux tableaux de la « Vierge du Rosaire » représentent celle-ci offrant une rose ou un chapelet à des membres de cet ordre : saint Dominique, le fondateur, ou Alain de La Roche et Catherine de Sienne.
Le terme « rosaire », attesté à partir du XIIIe siècle, dérive du latin rosarium (ou rosarius), désignant une roseraie ou un champ de roses. Il est attesté à la fin du XVe siècle dans d'autres emplois, religieux ou profanes. Le mot rosarium est par exemple utilisé en 1498 par le franciscain Bernardino de Bustis pour son Rosarium sermonum, recueil de sermons contenant des citations d'auteurs tels que Dante, Pétrarque, Jacopone da Todi ou Cecco d'Ascoli : on traduit ce titre par Guirlande de sermons. Sont connus aussi le Rosarius des miracles de Notre-Dame et le Rosarium philosophorum en alchimie.
Le dominicain Alain de La Roche, fondateur de l'une des premières confréries du Rosaire à Douai, ne voulait pas employer ce terme, qui évoquait pour lui le paganisme, et lui préférait celui de Psautier de Notre-Dame.
À partir du XVe siècle les ouvrages sur le Rosaire se multiplient, avec notamment en 1526 le Rosaire de Notre-Seigneur, en 1533 la Mystique du doux Rosaire pour les âmes croyantes et plus tard, le Rosier mystique du frère Antonin-Thomas.

### Le Rosaire des Dominicains

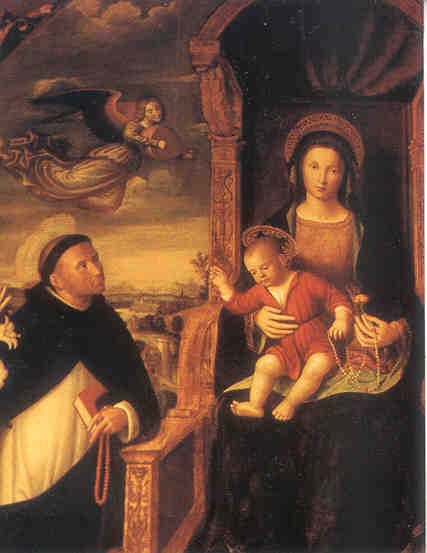
Dominique de Guzman et Marie. Un chapelet est tenu par la Vierge, avec les dizaines marquées par des grains rouges, symbole des Pater Noster ; un second chapelet, dans la main du saint, est formé de simples grains de corail, sans les dizaines.

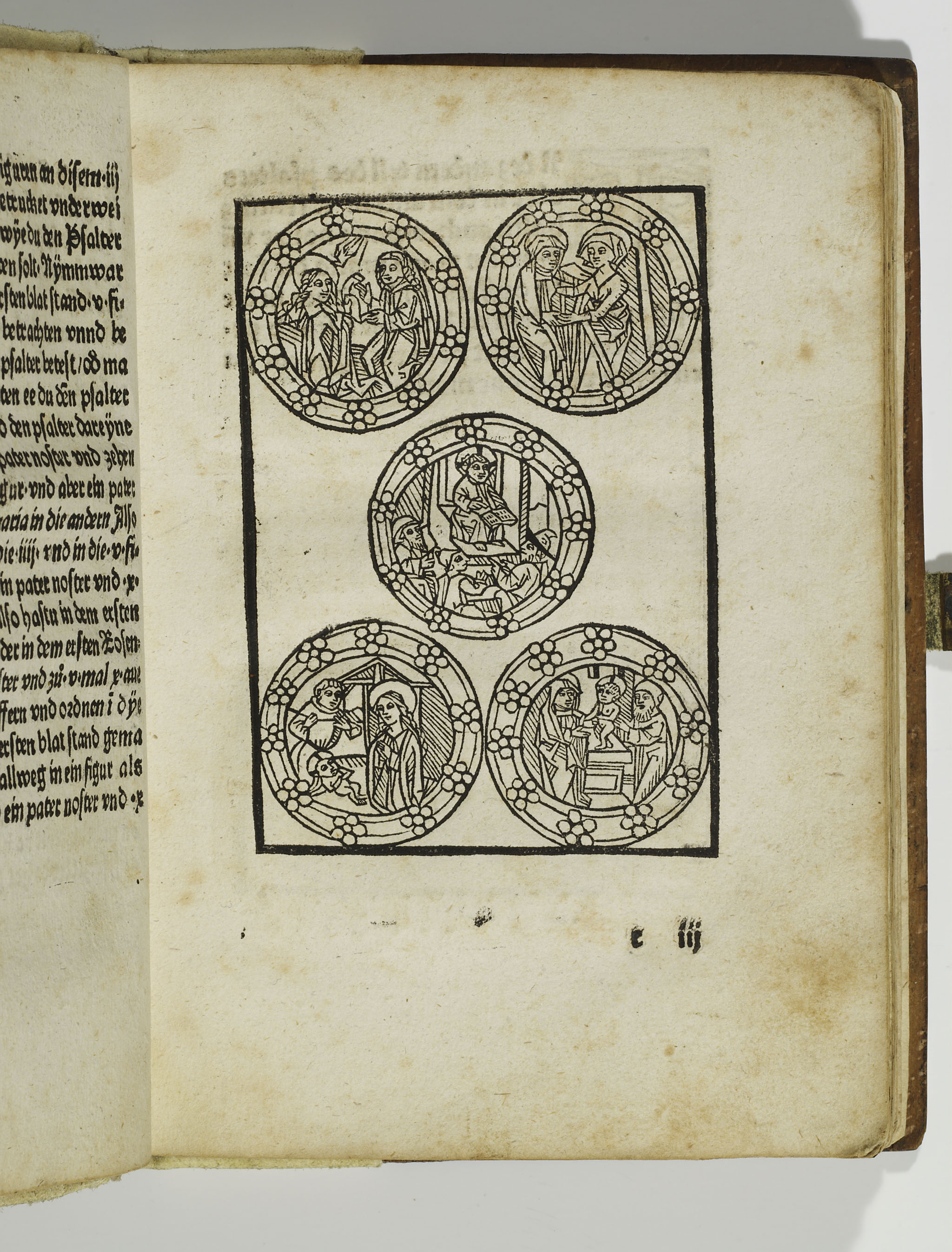
Psautier d'Alain de La Roche, 1492. Chaque mystère est un médaillon entouré de cinq fleurs à cinq pétales.

Selon une tradition de l'Église, et d'après des révélations privées qu'aurait reçues Alain de La Roche, le Rosaire des Dominicains serait à l'origine du rosaire et daterait du XIIIe siècle. Au terme de trois jours de prière dans la forêt de Bouconne, aux portes de Toulouse, Dominique de Guzmán aurait reçu le Rosaire comme moyen de convertir les populations adeptes du catharisme,. Puis, Dominique de Guzmán aurait rédigé une série de trois fois 50 clausules, en parallèle avec les 150 psaumes de la Bible[réf. souhaitée].
Le double principe du Rosaire, à la fois marial et christocentré, est dès lors posé. Au XIVe siècle et durant les siècles suivants, sont apportées différentes modifications qui touchent plus à la forme qu'au fond.
C'est au frère dominicain Alain de la Roche, né en Bretagne en 1428, que l'on doit sa diffusion : il prêche en Flandre puis à Lille, où, en contact avec des monastères chartreux, il découvre les clausules de Dominique de Prusse, qui l'enthousiasment. Alain de La Roche devient alors l'apôtre du Rosaire, qu'il appelle « Psautier du Christ et de la bienheureuse Vierge Marie ».
On lui doit également la division des trois cinquantaines (mystères joyeux, douloureux et glorieux) et en quinze mystères précis.

### Les clausules des Chartreux
La division du chapelet en quinze dizaines séparées chacune par la récitation d'un Pater Noster est attribuée à Henri Eger de Calcar (mort en 1408), chartreux de Cologne, berceau de la première confrérie du Rosaire.
Vers 1398, Adolphe d'Essen, moine de la chartreuse Saint-Alban de Trèves, écrit le premier texte recommandant la récitation des 50 Ave sous une forme brève soutenue par la méditation sur la naissance et la vie de Jésus. Cette dévotion est ensuite introduite à la cour par son amie, la bienheureuse Marguerite de Bavière.
Par la suite, Adolphe d'Essen initie à cette formule un chartreux polonais, Dominique de Prusse. Ce dernier a alors l'idée de lier systématiquement la récitation du chapelet et la contemplation de la vie du Christ, en divisant celle-ci en 50 épisodes puis en rédigeant pour chacun un court texte destiné à suivre l'Ave Maria. Il étend ensuite ce procédé à tout le psautier marial en rédigeant 50 courtes méditations, ou clausules, en latin et en allemand, sur l'enfance, la vie publique et la Passion du Christ. Par exemple : "Jésus, que Jean baptisa dans le Jourdain et désigna comme l’Agneau de Dieu" ; "Jésus, qui après avoir choisi ses disciples, prêcha aux hommes le Royaume de Dieu" ; "Jésus, qui à la dernière Cène, a institué le sacrement de son Corps et de son Sang"... Son prieur, séduit par cette proposition, l'envoie à divers monastères de son ordre.

### Les bulles pontificales
Dans une bulle pontificale de 1294, Alexandre IV accorde une indulgence à la confrérie du Rosaire fondée dans l'église des dominicains de Florence, et, dans deux autres bulles, aux couvents dominicains de Plaisance et de Padoue.

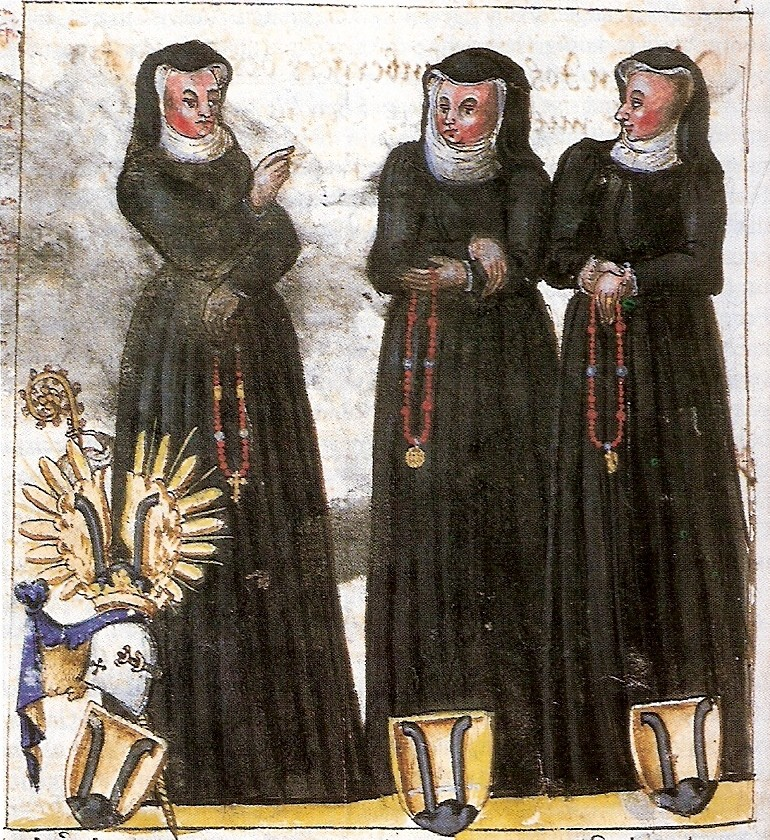
L'abbesse Anna Eisenberger (à gauche) et deux autres cisterciennes du (Bavière), XVIe siècle.

Pie V ordonne que le premier dimanche d'octobre on fasse mémoire de sainte Marie de la Victoire pour remercier Dieu, par l'intercession de la sainte Vierge, de la victoire remportée sur les Turcs à la bataille de Lépante, le 7 octobre 1571 : ce jour tombait au premier dimanche d'octobre en cette année. Pie V en aurait été miraculeusement informé avant que la nouvelle officielle eût pu lui parvenir.
Son successeur publie la bulle de la fête du Rosaire. Le pape Grégoire XIII fixe la date de cette fête au premier dimanche d'octobre, à célébrer dans les églises qui possèdent un autel sous l'invocation du Rosaire.
Sous l'influence de la piété populaire, le texte de l'Ave Maria est augmenté et se transforme en prière de supplication. C'est au temps du jésuite Pierre Canisius (1521-1597) que l'invocation « Sainte Marie, priez pour nous, pécheurs » se répand de plus en plus.

### Le Rosaire des Carmes
Les Carmes n’ont pas le Rosaire comme signe distinctif mais le scapulaire du mont Carmel. Jean de la Croix insiste cependant sur la spiritualité de la prière du Rosaire, et l’esprit de pauvreté : propos révolutionnaires à une époque où se crée la confrérie des patenôtriers, qui fabriquent des chapelets de plus en plus luxueux, de corail ou d’ambre, suivent la mode, alors que les premiers Rosaires étaient une simple corde avec des grains, parfois des bracelets de perles de bois,.

### Grignion de Montfort
Le Rosaire est avant tout une école d'oraison et de contemplation, ce qui implique qu'il soit pratiqué régulièrement. La manière de le réciter est décrite par Louis-Marie Grignion de Montfort dans Le Secret admirable du Très Saint Rosaire pour se convertir et se sauver. Il importe d'éviter toute distraction volontaire (mais « Vous ne pouvez pas, à la vérité, réciter votre rosaire sans avoir quelques distractions involontaires » - 120) et s'accompagner d'une « oraison mentale ». La prière commence par une invocation silencieuse au Saint-Esprit (§126).

### XXesiècle

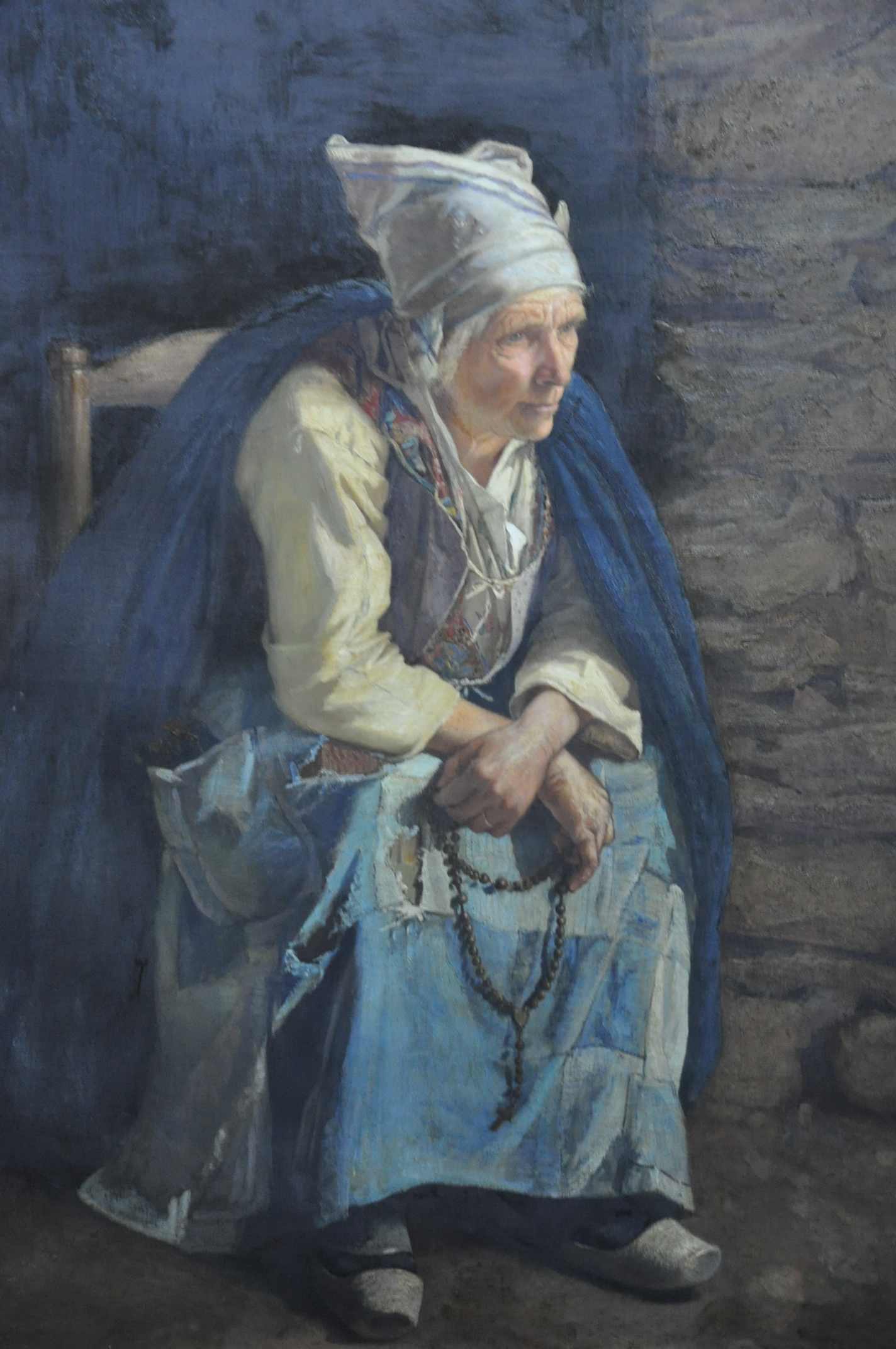
Vieille Normande au Rosaire, par Nicolas Laurens (1829-1908).

Jean-Paul II priait tous les jours le Rosaire et lui a consacré une lettre apostolique : Rosarium Virginis Mariae. Paul VI a lui aussi encouragé cette prière dans son exhortation apostolique "Marialis cultus". C'est Jean-Paul II qui a ajouté les cinq mystères lumineux : baptême du Seigneur, noces de Cana, proclamation du Royaume, Transfiguration, institution de l'eucharistie.
Pour Jean-Paul II, l'objectif du Rosaire est avant tout de « contempler avec Marie le visage du Christ ».

### Encycliques
Léon XIII
- Supremi apostolatus, 1er septembre 1883[16]
- Superiore Anno, 30 août 1884[16]
- Vi è Ben Noto, 20 septembre 1887[16]
- Octobri Mense, 22 septembre 1891[17]
- Magnae Dei Matris, 8 septembre 1892[17]
- Laetitiae Sanctae, 8 septembre 1893[18]
- Iucunda Semper Expectatione, 8 septembre 1894[18]
- Adiutricem, 5 septembre 1895[18]
- Fidentem Piumque Animum, 20 septembre 1896[18]
- Augustissimae Virginis Mariae, 12 septembre 1897[18]
- Diuturni Temporis, 5 septembre 1898[19]

Pie XI
- Ingravescentibus Malis, 29 septembre 1937[20]

Pie XII
- Ingruentium Malorum, 15 septembre 1951[21]

Jean XXIII
- Gratia Recordatio, 26 septembre 1959[22]

### Ouvrages de foi et de piété

#### Ouvrages anciens
- Bernard de Clairvaux. La Louange de la Vierge Mère, Œuvres complètes XX Introduction, traduction, notes et index par Marie-Imelda Huille, o.c.s.o., moniale de Notre-Dame d'Igny, et Joël Regnard, o.c.s.o., moine de Notre-Dame de Cîteaux. Décembre 1993 [2009]. Le Cerf.
- Louis-Marie Grignion de Montfort, Traité de la vraie dévotion à la Sainte Vierge, éd. Mediapaul, 1997
- Louis-Marie Grignion de Montfort, Le Secret admirable du très saint Rosaire - Pour se convertir et se sauver, éd. Traditions monastiques, 2005

#### Ouvrages contemporains
- Jean-Paul Dufour, Le saint rosaire, Prière de l’union au Christ : Les vingt Mystères, Paris, Pierre Téqui, 2021 (1re éd. 2011), 72 p.
- Jean-Paul II, Le Rosaire de la Vierge Marie
- Padre Pio, Le Rosaire, Parole et Silence, 2008
- Sœur Emmanuelle, Les Mots du Rosaire, Actes Sud, 2001
- Élie-Pascal Épinoux et André Gouzes, Le Rosaire de Fra Angelico. Méditations de Catherine de Sienne. Prières du frère André Gouzes, Cerf, 1995
- Marie-Joseph Le Guillou, Le Rosaire, Parole et Silence, 1998
- Hugues-François Rovarino (préf. Mgr Jacques Perrier), Prier le Rosaire, Paris, Le Chalet, coll. « Fenêtre sur la prière », 2005, 64 p.
- Josemaría Escrivá de Balaguer, Saint Rosaire, éd. Le Laurier, 1997 ouvrage sur le site de l'Opus Dei
- Le Rosaire : Histoire d'une prière, abbé Hubert Lelièvre, Téqui, 53, p. 1996.
- Louange des mystères du Christ : histoire du Rosaire, Dr Andreas Heinz, Téqui.
- Le Rosaire dans l'enseignement des papes, introd., choix et ordonnance des textes, index et tables par les moines de Solesmes Sablé-sur-Sarthe : abbaye Saint-Pierre de Solesmes, 1984.
- Hubert Du Manoir s.j., Maria : études sur la Sainte Vierge, [lire en ligne]
- Père Guy Gilbert, Le Rosaire, éditions des Béatitudes.
- Philippe Malgouyres, Au fil des perles, la prière comptée : Chapelets et couronnes de prières dans l'Occident chrétien, Somogy Éditions d'art, 2017 (ISBN 978-2-7572-1295-0)